# Караорман (Тулћа)
Караорман (рум. Caraorman) насеље је у Румунији у округу Тулћа у општини Кришан. Oпштина се налази на надморској висини од 1 m.

## Становништво
Према подацима из 2002. године у насељу је живело 434 становника.

### Попис2002.
| Расподела становништва по националности 2002.‍ | Расподела становништва по националности 2002.‍ | Расподела становништва по националности 2002.‍ | Расподела становништва по националности 2002.‍ | Расподела становништва по националности 2002.‍ |
| --------------------------------------------- | --------------------------------------------- | --------------------------------------------- | --------------------------------------------- | --------------------------------------------- |
|                                               |                                               |                                               |                                               |                                               |
| Румуни                                        | Румуни                                        |                                               | 318                                           | 73,6%                                         |
| Украјинци                                     | Украјинци                                     |                                               | 114                                           | 26,4%                                         |